# Paraodontomma
Paraodontomma – wymarły rodzaj chrząszczy z rodziny Ommatidae. Obejmuje tylko jeden opisany gatunek, Paraodontomma burmitica. Żył w kredzie na terenie współczesnej Mjanmy.

## Taksonomia
Rodzaj i gatunek typowy opisane zostały po raz pierwszy w 2017 roku przez Shuheia Yamamoto na łamach „Cretaceous Research”. Opisu dokonano na podstawie inkluzji w bursztynie birmańskim, odnalezionej w dolinie Hukawng, w okolicy Noije Bum w gminie Tanai i dystrykcie Myitkyina na terenie birmańskiego stanu Kaczin. Skamieniałość datowana jest na wczesny cenoman. Nazwa rodzajowa to połączenie przedrostka „para-” i nazwy Odontomma, natomiast epitet gatunkowy oznacza po łacinie „burmitowa”.

## Morfologia
Chrząszcz o owalnym w zarysie, grzbietobrzusznie spłaszczonym, gęsto guzkowanym, ciemno ubarwionym ciele długości 13,8 mm. Głowę miał wąsko-podługowatą z wyraźną szyją w tyle, prognatyczną, zaopatrzoną w prawie trapezowaty nadustek, dość duże, półkoliste i mocno wyłupiaste oczy złożone, parę szerokich i głębokich bruzd podłużnych przy oczach, osadzone bocznie, paciorkowate czułki zbudowane z 11 członów, z których pierwszy był tak długi jak trzeci i ostatni. Szersze od głowy, trapezowate przedplecze miało płytko i szeroko wykrojoną krawędź przednią, rozpłaszczone, niemal proste i wyraźnie drobnopiłkowane krawędzie boczne oraz zaokrąglone wszystkie kąty. Na jego powierzchni znajdowały się duże guzki. Drobnych rozmiarów tarczka miała kwadratowawy zarys. Szeroko-owalne, delikatnie sklepione pokrywy miały szeregi dużych, okienkowatych punktów na powierzchni oraz wyraźnie, grubo piłkowane krawędzie. Epipleury były szerokie, stopniowo zwężone ku tyłowi. Wydłużone przedpiersie miało bardzo krótki, nieco zaostrzony na szczycie wyrostek międzybiodrowy. Biodra przedniej pary stykały się ze sobą, podobnie biodra pary środkowej. Tylne biodra miały małe wyrostki. Odnóża były krótkie i miały pięcioczłonowe stopy o niezmodyfikowanych pazurkach. Szeroko-owalny, stopniowo ku tyłowi zwężony odwłok miał pięć widocznych sternitów, z których ostatni był 1,3 raza dłuższy niż poprzedni, na krawędzi tylnej równomiernie zaokrąglony.